# Avenida de la Constitución (Torrejón de Ardoz)
La Avenida de la Constitución es la principal vía que atraviesa la localidad de Torrejón de Ardoz (Madrid), ciudad situada al este del Área metropolitana de Madrid, en España.

## Historia
La Avenida de la Constitución era parte de la Carretera Nacional 2, que unía Madrid con Barcelona pasando por Zaragoza, hasta la construcción de la actual A-2, que discurre al norte de la ciudad y no la atraviesa como sí lo hacía la N-II.  

## Características
Se extiende de oeste a este paralela a la línea de ferrocarril que une Madrid con Barcelona. Tiene aproximadamente siete kilómetros de largo y comienza al oeste en el límite con el término municipal de San Fernando de Henares, concretamente en el polígono industrial de dicha ciudad. En San Fernando la Avenida de la Constitución continúa con el nombre de Avenida de Castilla. Al este la avenida concluye al llegar a la M-300, la carretera que va a la localidad de Alcalá de Henares. Al norte y sur de esta avenida se desarrolla la población de Torrejón de Ardoz, siendo la avenida el límite entre los distritos 4 y 3 y 1 y 2.

## Edificios singulares

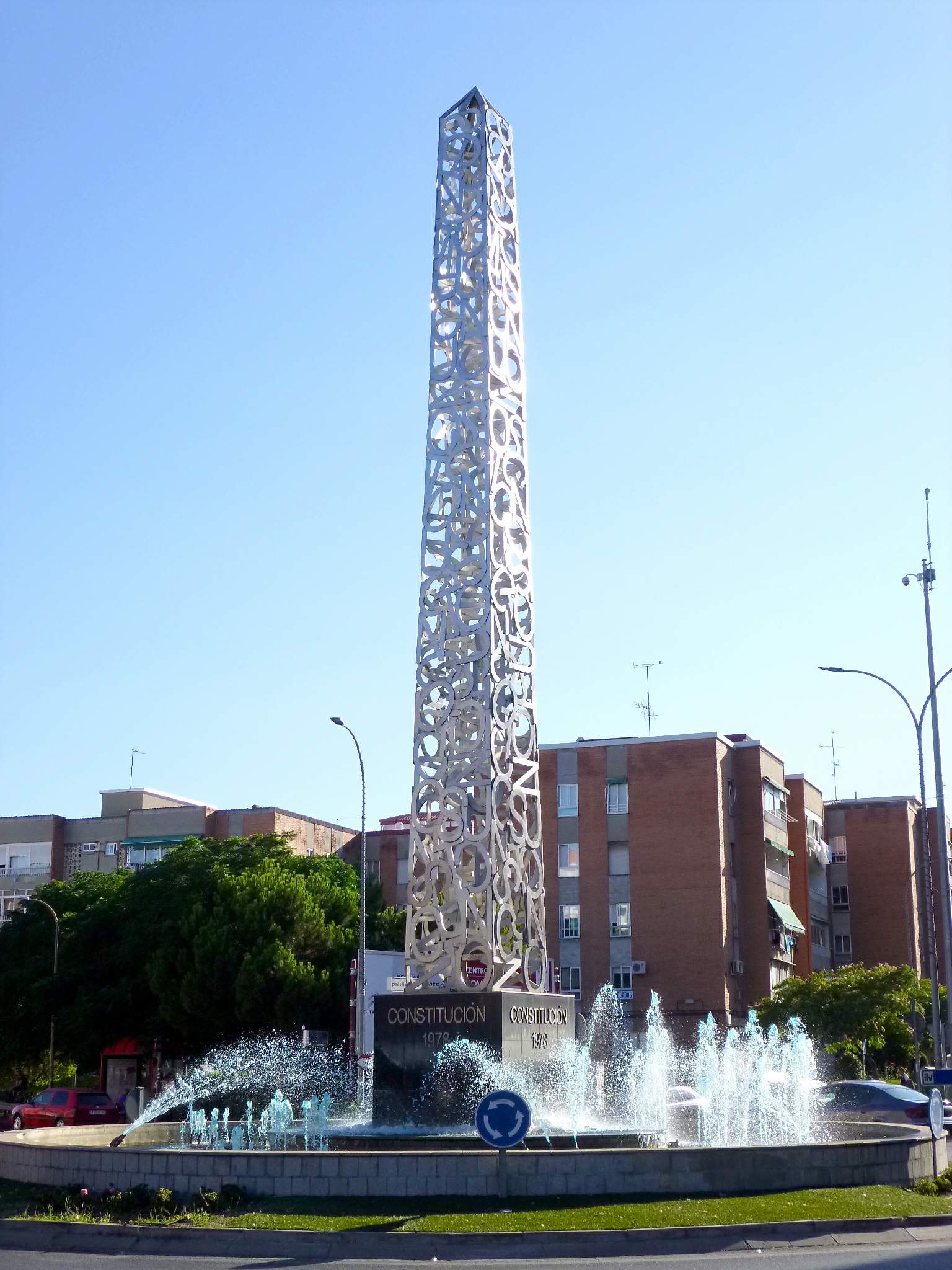
El Monumento a la Constitución, en el cruce de esta avenida con la Avenida de las Fronteras.

En esta avenida se sitúan algunos de los edificios más importantes de la ciudad: la terminal de autobuses, la Plaza de España donde se encuentra la estación de ferrocarril de Torrejón, el centro comercial El Círculo, varios establecimientos hoteleros o los campos de fútbol de La Zarzuela entre otros. Al final de la vía, por el este, se sitúa además la segunda estación de ferrocarril de Soto del Henares, a la que se accede por el paso subterráneo del Paseo de la Democracia, y está en proyecto el palacio de justicia en la esquina con la Avenida de los Descubrimientos. Cabe destacar también la presencia de industria en la parte este de la avenida.
- Datos: Q5693674